# Pfarrhaus Steinach (Bad Bocklet)

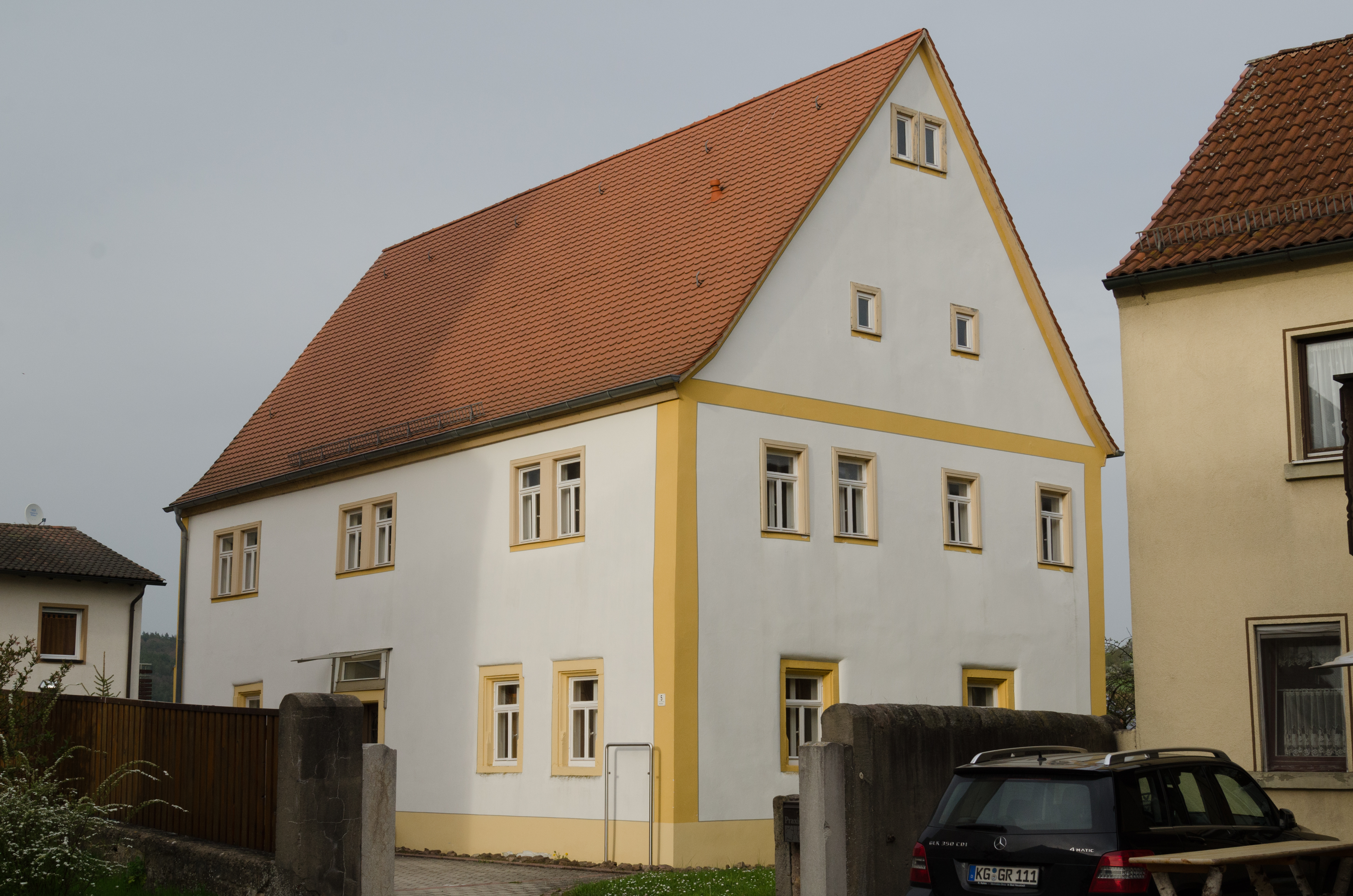
Das Pfarrhaus in Steinach

Das ehemalige Pfarrhaus in Steinach, einem Ortsteil von Bad Bocklet im unterfränkischen Landkreis Bad Kissingen, wurde im Jahr 1606 errichtet. Es ist ein geschütztes Baudenkmal mit der Adresse Marktplatz 5. Heute wird es als Pfarramt genutzt.
Das Gebäude ist zweigeschossig mit Zwillings- und Einzelfenstern und besitzt ein Satteldach. Es handelt sich um ein Fachwerkhaus, das in der ersten Hälfte des 18. Jahrhunderts verputzt wurde.